# Lijst van Vlaamse ministers van Huisvesting
Dit is een lijst van ministers van Huisvesting in de Vlaamse regering.

## Lijst
| Nr. | Minister | Minister                        | Partij | Partij    | Begin             | Einde             | Regering(en)               | Bevoegdheid                                      |
| --- | -------- | ------------------------------- | ------ | --------- | ----------------- | ----------------- | -------------------------- | ------------------------------------------------ |
| 1   |          | Jacky Buchmann (1932-2018)      |        | PVV       | 22 december 1981  | 10 december 1985  | Geens I                    | Volkshuisvesting                                 |
| 2   |          | Paul Akkermans (1923-2007)      |        | CVP       | 10 december 1985  | 21 oktober 1987   | Geens II                   | Huisvesting                                      |
| 3   |          | Jos Dupré (1928-2021)           |        | CVP       | 21 oktober 1987   | 3 februari 1988   | Geens II                   | Huisvesting                                      |
| 4   |          | Paul Breyne (1947)              |        | CVP       | 3 februari 1988   | 18 oktober 1988   | Geens III                  | Huisvesting                                      |
| 5   |          | Louis Waltniel (1925-2001)      |        | PVV       | 18 oktober 1988   | 8 januari 1992    | Geens IV                   | Huisvesting                                      |
| 6   |          | Patrick Dewael (1955)           |        | PVV       | 8 januari 1992    | 21 januari 1992   | Geens IV                   | Huisvesting                                      |
| 7   |          | Norbert De Batselier (1947)     |        | SP        | 21 januari 1992   | 1 januari 1995    | Van den Brande I, II, III  | Huisvesting/ Volkshuisvesting                    |
| 8   |          | Leo Peeters (1950)              |        | SP        | 13 juni 1995      | 13 juli 1999      | Van den Brande III, IV     | Volkshuisvesting/ Stedenbouw en Volkshuisvesting |
| 9   |          | Bert Anciaux (1959)             |        | Volksunie | 13 juli 1999      | 14 april 2000     | Dewael                     | Huisvesting en Stedelijk Beleid                  |
| 10  |          | Johan Sauwens (1951)            |        | Volksunie | 14 april 2000     | 10 mei 2001       | Dewael                     | Huisvesting                                      |
| 11  |          | Paul Van Grembergen (1937-2016) |        | Volksunie | 10 mei 2001       | 6 juli 2001       | Dewael                     | Huisvesting                                      |
| 12  |          | Jaak Gabriëls (1943-2024)       |        | VLD       | 6 juli 2001       | 10 juni 2003      | Dewael                     | Huisvesting                                      |
| 13  |          | Marino Keulen (1963)            |        | VLD       | 10 juni 2003      | 13 juli 2009      | Somers, Leterme, Peeters I | Wonen/ Stedenbeleid en Wonen                     |
| 14  |          | Freya Van den Bossche (1975)    |        | sp.a      | 13 juli 2009      | 25 juli 2014      | Peeters II                 | Wonen en Stedelijke Planning                     |
| 15  |          | Liesbeth Homans (1973)          |        | N-VA      | 25 juli 2014      | 2 oktober 2019    | Bourgeois, Homans          | Wonen                                            |
| 16  |          | Matthias Diependaele (1979)     |        | N-VA      | 2 oktober 2019    | 30 september 2024 | Jambon                     | Wonen                                            |
| 17  |          | Melissa Depraetere (1992)       |        | Vooruit   | 30 september 2024 | heden             | Diependaele                | Wonen                                            |